# Arsínoe III
Arsínoe III, llamada Eurídice por Justino y Cleopatra por Tito Livio (246 a. C. o 245 a. C.-204 a. C.) fue reina de Egipto desde 220 a. C. hasta su muerte.

## Biografía
Era hija de Ptolomeo III Evergetes y Berenice II, y esposa de Ptolomeo IV Filopator, su propio hermano, según la costumbre del país. Con él tuvo a Ptolomeo V Epífanes, que les sucedió.
Reinó junto con su marido durante dieciséis años, presenciando con él la gran victoria de Rafia frente a Antíoco III Megas (217 a. C.). Pero el influenciable Ptolomeo IV se dejó llevar por las intrigas de Sosibio, y ordenó a Filamón que diera muerte a Arsínoe.
Las amigas de Arsíone vengaron su asesinato tras morir Ptolomeo IV poco después, entrando en la casa de Filamón y dándole muerte junto al resto de su familia.

## Titulatura
| Titulatura | Jeroglífico | Transliteración (transcripción) - traducción - (referencias) |

| M17 | E23 · O34 | D4 · N35 | G1 | Z4 | \| \| | X1 | H8 |
|     |           |          |    |    |       |    |    |

|  |

| M17 | E23 · O34 | D4 · N35 | G1 | Z4 | \| \| | X1 | H8 |
|     |           |          |    |    |       |    |    |

|  |

| M17 | E23 · O34 | D4 · N35 | G1 | Z4 | \| \| | X1 | H8 |
|     |           |          |    |    |       |    |    |

|  |

| M17 | E23 · O34 | D4 · N35 | G1 | Z4 | \| \| | X1 | H8 |
|     |           |          |    |    |       |    |    |

|  |

| M17 | E23 · O34 | D4 · N35 | G1 | Z4 | \| \| | X1 | H8 |
|     |           |          |    |    |       |    |    |

|  |

| M17 | E23 · O34 | D4 · N35 | G1 | Z4 | \| \| | X1 | H8 |
|     |           |          |    |    |       |    |    |

|  |

| M17 | E23 · O34 | D4 · N35 | G1 | Z4 | \| \| | X1 | H8 |
|     |           |          |    |    |       |    |    |

|  |

| M17 | E23 · O34 | D4 · N35 | G1 | Z4 | \| \| | X1 | H8 |
|     |           |          |    |    |       |    |    |

|  |

## Sucesión
| Predecesor: Berenice II | Corregente de Egipto (Dinastía Ptolemaica) 221-204 a. C. como Faraón Ptolomeo IV Filopátor (222-203 a. C.) | Sucesor: Cleopatra I |